# دامیر سلیموف
دامیر سلیموف (روسی: Дамир Салимов؛ ۱۹ ژوئیهٔ ۱۹۳۷ – ۲۸ مارس ۲۰۱۹) کارگردان فیلم اهل ازبکستان بود. او در سال ۱۹۶۵ با کارگردانی و تهیه کنندگی یک انیمیشن عروسکی، انیمیشن را به ازبکستان معرفی کرد. او همچنین یک چهرهٔ برجسته در توسعه انیمیشن‌های دستی در ازبکستان در دهه ۱۹۷۰ بود. سلیموف در مؤسسه سینمایی گراسیموف تحصیل کرده بود. او کارگردان فیلم پسر بازیگوش بود.